# Makrin
Makrin (latinsko Marcvs Opellivs Severvs Macrinvs Avgvstvs) je bil rimski cesar, ki je vladal leta 217 in 218, * okoli 165, Iol Caesarea, Tingiška Mavretanija, 8. junij 218, Kapadokija.
Makrin je bil Berber iz severne Afrike in član konjeniškega viteškega reda. Bil je prvi rimski cesar, ki ni bil iz senatorskega razreda. Leta 218 so ga strmoglavili in usmrtili.

## Življenjepis

### Zgodovinsko ozadje
Rojen je bil v Cezareji (sedanji Cherchell, Alžirija) v provinci Tingitanski Mavretaniji v družini vitezov konjeniškega reda.  Dobra izobrazba mu je omogočila, da se je povzpel v krog rimskih politikov. Z leti je zaslovel kot izkušen pravnik in pod cesarjem Septimijem Severjem postal pomemben državni uradnik. Severjev naslednik Karakala ga je imenoval za prefekta pretorijske straže. 
Makrin je verjetno užival Karakalovo zaupanje, ko so se začele širiti govorice, da bi ga lahko strmoglavil in sam zasedel cesarjevo mesto, pa se je stanje spremenilo. Ker je bil Karakala nagnjen k ubijanju svojih političnih nasprotnikov, se je Makrin verjetno zbal za svojo varnost. Kasij Dion trdi, da se je Karakala že pripravljel na zamenjavo članov Makrinovega štaba.
Spomladi leta 217 je bil Karakala v vzhodnih provincah in se pripravljal na pohod proti Partskemu cesarstvu. V njegovem štabu je bil med drugimi pripadniki pretorijske straže tudi Makrin. Aprila je cesar odšel na obisk templja Luna v bližini prizorišča bitke pri Karhi. Spremljala ga je samo njegova osebna straža, v kateri je bil tudi Makrin. Potek dogodkov ni povsem jasen, Karakala pa so na potovanju zagotovo ubili, verjetno 8. aprila 217.
Makrin je trdil, da je cesarja ubil njegov osebni stražar, katerega so nato ubili njegovi vojaki,  in se 11. aprila proglasil za cesarja. Za cezarja in socesarja je imenoval svojega sina Diadumenijana. K svojemu imenu je dodal ime Antonin, s katerim se je želel povezati z relativno stabilno vladavino cesarjev Antoninske dinastije iz 2. stoletja.

### Vladanje
Senat je Makrina kjub temu, da je bil samo vitez konjeniškega reda, potrdil za novega cesarja, verjetno zaradi tega, ker je bil izvrsten pravnik in je imel spoštljiv odnos do senatorskega razreda. Po prevzemu oblasti je Makrin kljub temu zamenjal nekaj provincijskih s svojimi zaupanja vednimi ljudmi. Karakalova mati Julija Domna ga je sprva pustila pri miru, ko je začela spletkariti z vojsko pa ji je ukazal, naj zapusti Antiohijo. Julija Domna se je zaradi zadnje faze raka na dojki odločila, da ne bo odšla, ampak bo stradala do smrti.
Makrin je bil v zahtevnih zadevah v zunanji politiki bolj nagnjen k spravi kot k  vojaškemu konfliktu. Težave v Dakiji je rešil z vrnitvijo talcev, ki jih je zadrževal Karakala,  težave v Armeniji pa z ustoličenjem Tiridata II. Armenskega, katerega oče je bil v Karakalovem zaporu. Mnogo večji problem je bila Mezopotamija, katero so po Karakalovem umiku zasedli Parti. Poleti 217 se je spopadel s Parti v tri dni trajajoči krvavi bitki pri Nisibisu, po kateri je bil prisiljen v pogajanja. Rim je moral v zameno za mir na vzhodu plačati kralju Artabanu IV.  ogromno odškodnino 200 milijonov sestercev.
Na finančnem področju se je pokazal kot daljnoviden cesar, ker je prevrednotil rimsko valuto. Vsebnost srebra v denariju  je povečal z 51,5% na 58%, s čimer se je masa srebra v kovancu povečala z 1,66 g na 1,82 g.
Makrinu v čast so na višku njegove priljubljenosti gradili spomenike, vključno s kapitolinskim templjem v Volubilisu, ki je bil zgrajen leta 217.
Makrinova nepripravljenost, da bi se zapletal v vojne, in njegov neuspeh v vojni s šibkejšimi Parti, sta med vojaki povzročila veliko nezadovoljstvo. To ga je vzpodbudilo k omejevanju privilegijev vojakov, ki so jih dobili pod Karakalo, in uvedbi plačnega sistema, po katerem so bili rekruti manj plačani kot veterani. Legije so kmalu zatem začele iskati rivalskega cesarja. 
Njegova priljubljenost je trpela tudi v Rimu. Zamerili so mu, da kot novi cesar ni obiskal Rima, poleg tega pa je neurje v poznem poletju povzročilo poplave in številne požare. Makrinov mestni prefekt se je izkazal za nesposobnega za popravilo škode in je moral odstopiti.

### Padec
Nezadovoljstvo so spodbujali preživeli člani Severske dinastije na čelu s Karakalovo teto Julijo Meso in hčerkama Julijo Semias in Julijo Mameo. Po izselitvi iz cesarske palače jih je Makrin prisilil, da so se vrnile domov v bližino Emese v Siriji, od koder so vodile kampanjo za vrnitev Severjev na rimski prestol. 
Uporabile so svoj vpliv na kult sončnega božanstva Elagabala  (latinizirana oblika imena El Gabal) in razglasile Semiasinega sina Elagabala, imenovanega po sončnem bogu, za pravega Karakalovega naslednika. Poleg tega so razširile govorice, da je Elagabal nezakonski Karakalov sin in zato potomec zveze med prvimi bratranci.

### Smrt
III. galska legija je 18. maja 218 v svojem taboru v Rafani v Galileji  Elagabala razglasila za cesarja. Vojska je vkorakala v Antiohijo  in se 8. junija spopadla  z Makrinovo vojsko. Makrin, katerega je zapustila večina vojakov, je doživel odločilen poraz in je pod krinko kurirja poskušal pobegniti v Italijo. Pri Halkedonu so ga ujeli in kasneje v Kapadokiji usmrtili. Njegov sin Diadumenijan je nameraval pobegniti v Partsko cesarstvo, vendar so ga v Zeugmi ujeli in ubili.

## Zapuščina
Makrinova kratka vladavina, ki je bila pomembna zaradi novosti, ki so se zgodile prvič v rimski zgodovini, se je končala zaradi nesposobnosti sicer sposobnega moža, da obvladuje vojsko in izpolnjuje njene zahteve. Smrt v rokah vojakov je okrepila njihovo prepričanje, da so prav oni nosilci moči in poudarila pomembnost ohranjanja podpore tega pomembnega dela rimske družbe. 
Po Makrinovi smrti je na oblast ponovno prišla Severska dinastija s cesarjema Elagabalom in Severjem Aleksandrom, ki sta vladala naslednjih sdemnajst let.